# 2553 Viljev
2553 Viljev este un asteroid din centura principală, descoperit pe 29 martie 1979 de Nikolai Cernîh.